# 白雪 (古琴曲)
〈白雪〉，古琴曲，春秋戰國時期已有記載，一說為師曠所作，與〈陽春〉並稱為「陽春白雪」。現存琴譜首見於明代的《神奇秘譜》。今有管平湖、姚丙炎、陳長林等人打譜演奏的版本。

## 曲意解题

### 《神奇秘譜》
臞仙按《琴史》曰：「劉涓子善鼓琴，於郢中奏〈陽春白雪〉之曲。」《琴集》曰：「白雪師曠所作，商調曲也。」宋玉對楚襄王曰：「〈陽春白雪〉，曲彌高而和彌寡。」又張華《博物志》曰：「天帝使素女鼓五絃之琴，奏〈陽春白雪〉之曲。至唐高宗時，其曲絕焉。顯慶二年，命太常增修舊曲。呂才上言：『〈陽春白雪〉，調髙寡和，宋玉以來，迄今千載，未有能者。』今依琴中舊曲，定其宮商，而作是曲。故有傳焉。」

### 《真傳正宗琴譜》
「按斯曲與〈陽春〉並傳，皆師曠所製。蓋以商績宮，取其淸潔焉耳。想夫太素爲質，瑩然白璧無瑕矣，一氣覃敷，萬里銀粧，廓然太公無私矣，而又不事剪裁，體態天然，兆豊年而瑞帝都，愈梅色而肩風月，渾然萬善咸備矣。是以高世之士，或騎驢於灞橋，或誦讀於窗下，或烹茶於幽室，而撫景推敲，最属意於冬雪者居多。意者，古人秦之虞絃，果先得我心之同然乎。抑亦後之君子，聞風而興起也。」

## 琴譜版本
收錄《神奇秘譜》、《風宣玄品》、《西麓堂琴統》、《琴書大全》、《大還閣琴譜》、《澄鑒堂琴譜》、《自遠堂琴譜》、《天聞閣琴譜》、《沙堰琴編》等約三十個琴譜中。

## 演奏版本
- 《神奇秘譜》，管平湖打譜。[4]
- 《神奇秘譜》，姚丙炎打譜，姚公白整理並記譜。[5][6]
- 《神奇秘譜》，陳長林打譜。[7]